# Luigi Mastrogiacomo
Luigi Mastrogiacomo (Ceccano, 16 maggio 1903 – Roma, 24 marzo 1944) è stato un antifascista italiano e vittima dell'Eccidio delle Fosse Ardeatine.

## Biografia
Luigi Mastrogiacomo nacque da Giuseppe Mastrogiacomo e Giacinta Malizia. 

Custode del Ministero delle Finanze era domiciliato su un galleggiante presso Lungotevere delle Armi. Nella sua proprietà nascose armi e lasciò che l'organizzazione guidata dal Tenente Maurizio Giglio vi installasse una stazione radio trasmittente. A seguito della comunicazione da parte di una spia riguardo al luogo in cui si trovava la stazione radio, che fu attiva per circa due mesi, Luigi Mastrogiacomo venne inserito per motivi politici nella Lista Kappler . Fu arrestato dalla Banda Koch il 18 marzo 1944 e detenuto presso il Carcere di Regina Coeli. Fu fucilato nell'Eccidio delle Fosse Ardeatine, senza aver ricevuto alcun interrogatorio. È sepolto nel Sacello 161 del Mausoleo delle Fosse Ardeatine a Roma, inaugurato nel 1949.

## Omaggi e riconoscimenti
Presso il suo paese natio una lapide, inaugurata nel 1948, ne commemora il sacrificio e una scuola porta il suo nome.